# Istocheta nigripedalis
Istocheta nigripedalis là một loài ruồi trong họ Tachinidae.